# Carl Fredriksons Träförädlings AB
Carl Fredriksons Träförädlings Aktiebolag var ett svenskt träindustriföretag. Det grundades 1876 i Katrineholm av Carl Fredrikson som Carl Fredriksons Snickerifabrik. Den var en av de stora industrierna i det nyetablerade municipalsamhället Katrineholm (grundad längs med järnvägen, stad först från 1917). Man tillverkade bland annat möbler och var svenska pionjärer på monteringsfärdiga hus.
Företaget köptes upp 1918 men återskapades senare under andra namn. Sedan 1970-talet ingår verksamheten i Mälarskog-koncernen.

## Historik

### Bakgrund
Företaget grundades av Fredrikson i samarbete med Johan August Finlöf, dåvarande ägare till järnvägshotellet. Den senare stod för det startkapital som den fattige torparsonen Carl Fredrikson (från Dunkers socken) var i behov av.
De båda företagsgrundarna placerade fabriken vid järnvägen, vid nuvarande Fabriksgatan. Tanken var att lätt kunna transportera varorna till kunder i andra delar av Sverige, och på 1800-talet var det vanligt med fabriker inne i städerna. Vid grundandet var 12 personer anställda, vilket senare utökade betydligt. År 1900 var 275 personer anställda på företaget. Man hade då kunder över hela världen och deltog i ett antal stora industriutställningar.
På 1940-talet flyttade man dock både fabrik och brädgård, såg och hyvleri till utkanten av Katrineholm. Detta gjordes delas på grund av brandfaran med allt trä bland bebyggelsen, dels för att en allt större del av transporterna vid den tiden började hanteras via lastbil.

### Verksamhet

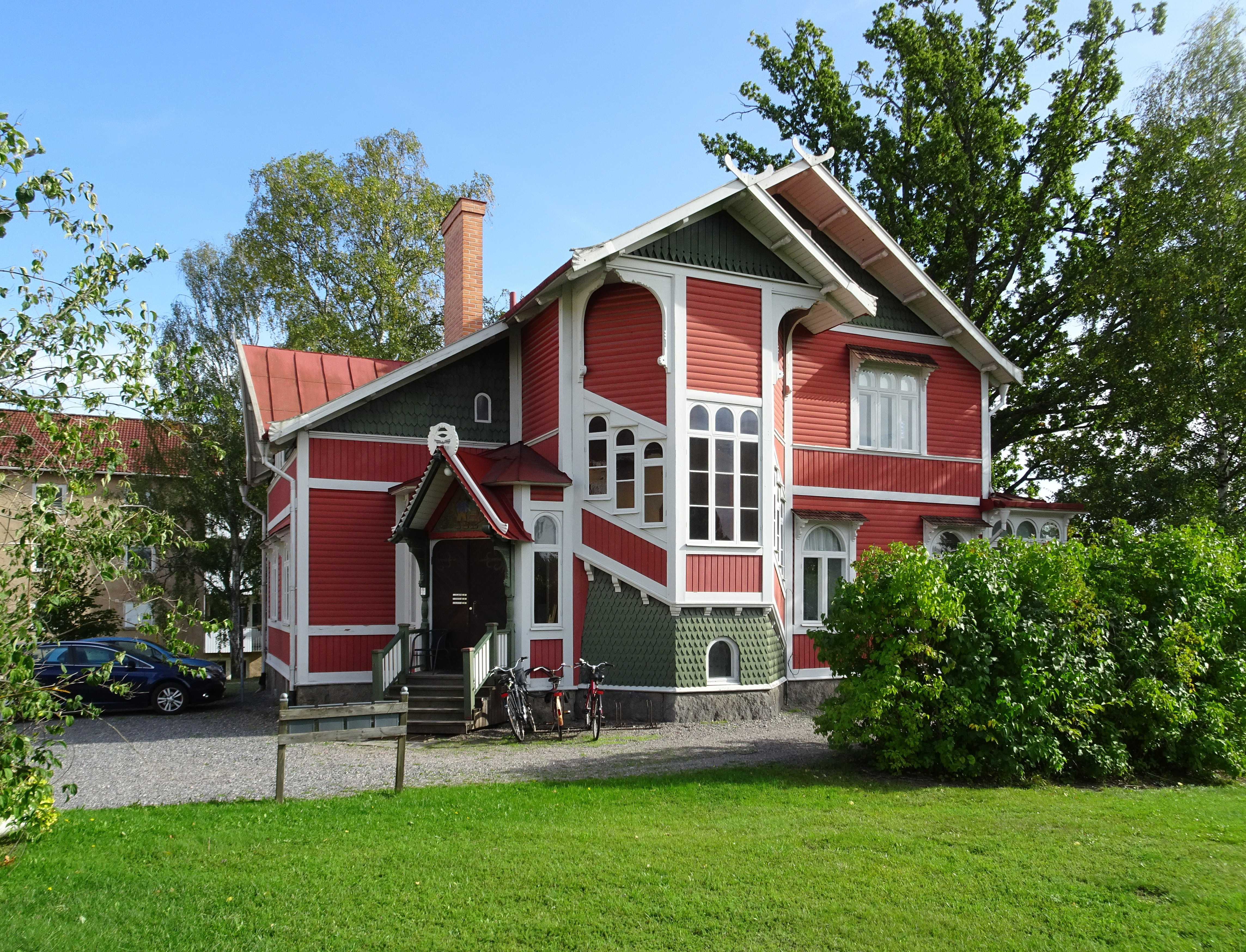
Apotekarvillan i Katrineholm, ett av företagets prefabricerade hus.

Företaget tillverkade ett stort antal olika produkter, som krocketspel, mekaniska vevmanglar, isskåp och spadskaft (alla noterade i en produktkatalog från 1884). Det gällde dock framför allt möbler, monteringsfärdiga hus och butiksinredningar.
Beträffande monteringsfärdiga hus var företaget pionjär i Sverige. Ett sådant hus är Apotekarvillan, Karl Kullbergs bostadshus från 1895 på Storgatan 6 i Katrineholm (vid Västra skolan), ritat av medarbetaren och byggnadsingenjören N.J. Ackzell. Ett annat exempel är villan på Gersnäsgatan 14 i Katrineholm från 1904.
De flesta av husen var av typen snickarglädje, och från 1890-talet oftast i fornnordisk stil. Det inkluderade drakhuvuden, runor och liknande utsmyckningar.

### Senare historik
År 1918 såldes företaget till AB Svenska Möbelfabrikerna i Bodafors, och möbeltillverkningen flyttades till Bodafors. Viss tillverkning fortsatte i Katrineholm, och företaget återuppstod efter dåliga konjunkturer 1933 som Katrineholms Nya Träförädlings AB. Detta köptes på 1970-talet av Mälarskog-koncernen.

## Namn
Både företaget och grundaren står i litteraturen omväxlande omnämnda som Fredrikson och Fredriksson. I en samtida produktkatalog (1915) noteras dock företaget som Carl Fredriksons Träförädlings Aktiebolag. Likaså är den enkla s-stavningen konsekvent använd i Nordisk familjeboks artikel om Katrineholm från år 1924.
Flugeby Träförädlings & Möbelfabriks A.-B. ?